# Ørskov (Ørridslev Sogn)
 For alternative betydninger, se Ørskov. (Se også artikler, som begynder med Ørskov)
Ørskov er en landsby i Østjylland med 58 indbyggere (2014). Ørskov er beliggende i Horsens Kommune i Region Midtjylland og hører under Ørridslev Sogn.